# يان باول جوي
يان باول جوي (بالإنجليزية: Ian Paul)‏ (23 يناير 1961 بولفرهامبتن في المملكة المتحدة - ) هو لاعب كرة قدم بريطاني في مركز الوسط. لعب مع نادي والسول.